# Niccolò degli Arcioni
Niccolò degli Arcioni (... – 1355) è stato un vescovo cattolico italiano.
Fu vescovo di Teramo dal 1317 al 1355, proveniente da una nobile famiglia romana, fu eletto direttamente da papa Giovanni XXII perché alla morte del suo predecessore erano sorti dei conflitti nel Capitolo aprutino.
Fu tra i promotori delle opere edilizie realizzate a Teramo durante il dominio angioino, in particolare l'Arcioni fece ingrandire ed abbellire la Cattedrale con l'aggiunta di tre navate sul lato orientale e del magnifico portale cosmatesco di Deodato Romano sulla facciata principale; probabilmente dallo stesso artefice fece ornare di graziose logge il Palazzo Vescovile.